# مركز نيوكاسل الدولي الرياضي
مركز نيوكاسل الدولي الرياضي (بالإنجليزية: Newcastle International Sports Centre)‏ أو ملعب مكدونالد جونز لأسباب الرعاية (بالإنجليزية: McDonald Jones Stadium)‏ هو ملعب كرة قدم يقع في نيوساوث ويلز، أستراليا، يتسع لـ 33,000 متفرج. هو الملعب الرسمي لنادي نيوكاسل يونايتد جتس.

## التاريخ
تم وضع حجر الأساس للملعب في 1967. افتتح الملعب في 10 أبريل 1970. تم تجديده في 2003.

## وصلات خارجية
- Official site
- EnergyAustralia Stadium page at newcastleknights.com.au